# Oskar Anweiler
Oskar Anweiler (* 29. September 1925 in Rawitsch; † 31. Oktober 2020 in Bochum) war ein deutscher Erziehungswissenschaftler.

## Werdegang
Anweiler studierte von 1947 bis 1952 an der Universität Hamburg Geschichte, Germanistik, Philosophie und Pädagogik. Er absolvierte das Staatsexamen und promovierte 1954. Danach war er bis 1959 im Schuldienst tätig. Ab 1963 war er Privatdozent an der Universität Hamburg, ab 1963 Professor an der  Pädagogischen Hochschule Lüneburg. 1964 folgte er einem Ruf als Professor für Vergleichende Erziehungswissenschaft an die neue Ruhr-Universität Bochum. 1990 wurde er emeritiert.
Schwerpunkt seiner wissenschaftlichen Arbeit waren Vergleiche der deutschen, russischen (sowjetischen) und polnischen Erziehungsgeschichte. Sein erstes Buch galt der Rätebewegung in Russland (1905–1921).
Ab 1997 war er Mitglied der Polnischen Akademie der Wissenschaften.

## Veröffentlichungen (Auswahl)
- Die Rätebewegung in Russland 1905–1921 (= Studien zur Geschichte Osteuropas. 5, ISSN 0081-7317). Brill, Leiden 1958.
- Die Arbeiterselbstverwaltung in Polen. In: Osteuropa. Bd. 8, Nr. 4, 1958, ISSN 0030-6428, S. 224–232.
- Geschichte der Schule und Pädagogik in Russland. Vom Ende des Zarenreiches bis zum Beginn der Stalin-Ära (= Erziehungswissenschaftliche Veröffentlichungen. 1, ISSN 0067-589X). Quelle & Meyer, Heidelberg 1964, (Zugleich: Hamburg, Universität, Habilitations-Schrift, 1964; 2., durchgesehene Auflage. Harrassowitz, Wiesbaden 1978, ISBN 3-447-01911-5).
- Totalitäre Erziehung? Eine vergleichende Untersuchung zum Problem des Totalitarismus. In: Gesellschaft, Staat, Erziehung. Bd. 9, 1964, ISSN 0431-7556, S. 179–191.
- Die Sowjetpädagogik in der Welt von heute. Quelle & Meyer, Heidelberg 1968.
- als Herausgeber: Bildungsreformen in Osteuropa. Kohlhammer, Stuttgart u. a. 1969.
- als Herausgeber: Bildung und Erziehung in Osteuropa im 20. Jahrhundert. Ausgewählte Beiträge zum 2. Weltkongress für Sowjet- und Osteuropastudien (= Osteuropaforschung. 5). Berlin-Verlag, Berlin 1982, ISBN 3-87061-251-7.
- Polnische und deutsche Pädagogen in Deutschland. In: Wolfgang Pöhlmann (Hrsg.): Braunschweiger Pädagogik. Vom Neubeginn 1945 bis zu den europäischen Beziehungen der Gegenwart (= Braunschweiger Arbeiten zur Schulpädagogik. Sonderbände. 4). Technische Universität – Seminar für Schulpädagogik, Braunschweig 1997, ISBN 3-928445-17-0, S. 33–38.
- Bilanz und Perspektiven der deutsch-polnischen Kooperation in Erziehungswissenschaft und Bildungsforschung. In: Wolfgang Hörner, Sonja Steier-Jordan, Mirostaw S. Szymariski (Hrsg.): Transformation im Bildungswesen und europäische Perspektiven. Deutschland und Polen im Vergleich (= Studien und Dokumentationen zur vergleichenden Bildungsforschung. 83). Böhlau, Köln u. a. 1999, ISBN 3-412-09099-9, S. 261–271

## Ehrungen
- Erich-Hylla-Preis des Deutschen Instituts für Internationale Pädagogische Forschung (1990)
- Bundesverdienstkreuz am Bande (7. Mai 1990)[3]
- Ehrendoktor der Universität Leipzig (2000)
- Ehrendoktor der Universität Warschau (2007)